# シュガー・タウンは恋の町
「シュガー・タウンは恋の町」（原題： Sugar Town）は、ナンシー・シナトラが1966年に発表した楽曲。

## 概要
作詞作曲はリー・ヘイゼルウッド。ヘイゼルウッドはプロデューサーも務めた。編曲はビリー・ストレンジ。
1966年10月、シングルA面として発表された。B面はシナトラとヘイゼルウッドのデュエットである「サマー・ワイン」。
同年12月31日から1967年1月14日にかけて3週連続でビルボード・Hot 100の5位を記録した。また、ビルボードのイージー・リスニング・チャートで1位を記録し、ゴールドディスクに輝いた。
なお、日本では「悲惨な戦争」をB面にして発売された。
2009年公開の映画『(500)日のサマー』でヒロイン役のズーイー・デシャネルが本作品を歌った。